# Alebroides pusillus
Alebroides pusillus är en insektsart som beskrevs av Irena Dworakowska 1997. Alebroides pusillus ingår i släktet Alebroides och familjen dvärgstritar. Inga underarter finns listade i Catalogue of Life.